# Obserwatorium Štefánika

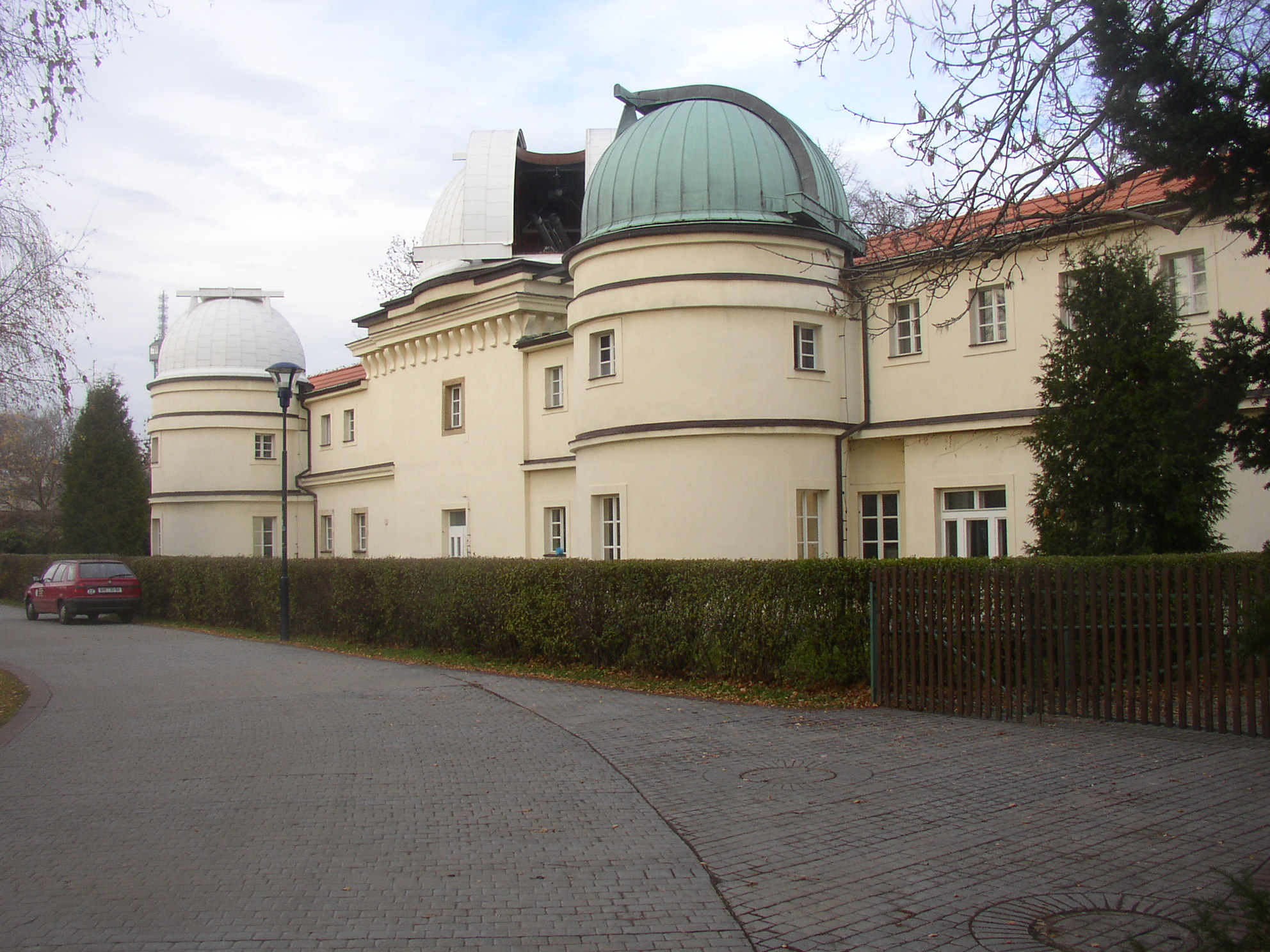
Obserwatorium Štefánika – widok od strony południowej

Obserwatorium Štefánika (cz. Štefánikova hvězdárna) – obserwatorium astronomiczne w centrum Pragi na wzgórzu Petřín.
Zostało utworzone w 1928 i nazwane zostało imieniem słowackiego polityka, a z wykształcenia astronoma, Milana Rastislava Štefánika. Placówka zajmuje się przede wszystkim popularyzacją astronomii oraz pokrewnych nauk przyrodniczych.